# Fast & Furious 7
Fast & Furious 7 (còn được gọi là Furious 7 và Furious Seven) là một phim hành động năm 2015 của Mỹ. Đây là phần tiếp theo của bộ phim năm 2013 Fast & Furious 6 và cũng là bộ phim thứ bảy trong loạt phim Fast & Furious. Bộ phim được biên kịch bởi Chris Morgan và đạo diễn bởi James Wan, với sự góp mặt của các ngôi sao như Vin Diesel, Paul Walker, Dwayne Johnson, Michelle Rodriguez, Jordana Brewster, Tyrese Gibson, Chris "Ludacris" Bridges, Tony Jaa, Kurt Russell, và Jason Statham. Fast & Furious 7 theo sau Dominic Toretto (Diesel), Brian O'Conner (Walker), cùng với những người đồng đội của họ, đã trở lại Hoa Kỳ để sống một cuộc sống bình thường sau khi được ân xá những tội lỗi họ đã làm trong Fast & Furious 6 (2013), cho đến khi họ bị Deckard Shaw (Statham), một kẻ ám sát tìm kiếm để báo thù cho người em trai đang hôn mê của mình, đặt họ vào vòng nguy hiểm thêm một lần nữa.
Với ba bộ phim trước đó được lấy bối cảnh ở giữa hai tập phim 2 Fast 2 Furious (2003) và The Fast and the Furious: Tokyo Drift (2006), Fast & Furious 7 là bộ phim đầu tiên trong loạt phim có các sự kiện diễn ra sau Tokyo Drift. Bộ phim cũng đánh dấu sự xuất hiện cuối cùng của diễn viên Paul Walker, người đã ra đi trong một tai nạn vào ngày 30 tháng 11 năm 2013 trong khi mới chỉ hoàn thành một nửa quá trình quay phim. Sau cái chết của Walker, việc quay phim bị trì hoãn do phần kịch bản cần phải viết lại, và hai người em trai của anh là Caleb và Cody Walker được sử dụng để đóng thế cho các cảnh quay còn lại.
Fast & Furious 7 được phát hành đầu tiên tại Úc vào ngày 2 tháng 4 năm 2015, và sau đó là Hoa Kỳ vào ngày 3 tháng 4 năm 2015, đồng thời đây cũng là bộ phim đầu tiên trong loạt phim được phát hành quốc tế dưới định dạng 3D. Kể từ khi phát hành, bộ phim trở thành một thành công lớn về tiếp nhận cũng như thương mại, những lời ca ngợi chủ yếu tập trung vào diễn xuất của bộ phim cũng như việc tưởng nhớ tới Paul Walker. Bộ phim đạt doanh thu 392.2 triệu USD trên toàn thế giới trong ba ngày đầu tiên ra mắt, trở thành bộ phim thứ tư trong số các bộ phim có doanh thu cao nhất mọi thời đại. Tới nay bộ phim đã thu về 1.2 tỉ USD trên toàn thế giới, trở thành bộ phim có doanh thu cao nhất trong loạt phim sau chỉ mười hai ngày, đồng thời cũng là phim điện ảnh có doanh thu cao thứ ba trong năm 2015 và bộ phim điện ảnh thứ 11 có doanh thu cao nhất mọi thời đại.
Bộ phim tiếp nối của loạt phim, lấy tựa The Fate of the Furious, được phát hành vào ngày 14 tháng 4 năm 2017.

## Nội dung
Trong Fast & Furious 7, tên sát thủ Deckard Shaw (Jason Statham) muốn báo thù cho em trai Owen Shaw (Luke Evans) - nhân vật phản diện ở phần 6. Gã sát hại Han, khiến đặc vụ Luke Hobbs (Dwayne "The Rock" Johnson) phải nhập viện, còn gia đình của Dominic Torretto, Mia, Brian O'Conner và bé Jack suýt mất mạng. Lúc này, một lực lượng ngầm của chính phủ cũng muốn tóm tên Deckard Shaw, nhưng mục tiêu cao hơn của họ là Nhãn Thần - thứ thiết bị giúp người dùng có thể định vị đối tượng trong thời gian ngắn nhất. Nhân viên cao cấp mang biệt danh "Mr. Nobody" (Kurt Russell) muốn Dom và nhóm của anh giải cứu và tìm ra thông tin về thiết bị từ một hacker có tên Ramsey - người đang bị một tổ chức khủng bố bắt cóc. Đổi lại, "Mr. Nobody" sau đó sẽ cho phép Dom sử dụng nó để tìm ra Shaw anh.

## Âm nhạc
Phần nhạc nền phim được biên soạn bởi Brian Tyler, người đã từng làm phần nhạc nền cho bộ phim thứ ba, thứ tư và thứ năm của loạt phim. "Thứ cảm xúc dành cho Fast & Furious 7 là độc nhất," Tyler phát biểu về công việc biên soạn của mình. "Tôi nghĩ mọi người sẽ phải kinh ngạc vì nó." Album nhạc phim của bộ phim được phát hành bởi Atlantic Records vào ngày 17 tháng 3 năm 2015.
Các bài hát xuất hiện trong bộ phim bao gồm:
- "Go Hard or Go Home" (Wiz Khalifa hợp tác với Iggy Azalea)[11]
- "Ride Out" (Kid Ink, Tyga, Wale, YG và Rich Homie Quan)[12]
- "See You Again" (Wiz Khalifa hợp tác với Charlie Puth)
- "My Angel" (Prince Royce)
- "Get Low" (Dillon Francis và DJ Snake)
- "Ay Vamos" (J Balvin hợp tác với Nicky Jam và French Montana)

## Phát hành
Bộ phim, vốn bắt đầu thực hiện công việc quay phim từ tháng 9 năm 2013, ban đầu được ấn định ngày công chiếu vào mùa hè năm 2014. Tuy nhiên lịch chiếu phim bị đẩy lùi do nguyên nhân là vụ tai nạn xe hơi dẫn đến cái chết đột ngột của nam diễn viên Paul Walker vào ngày 30 tháng 11 năm 2013. Công việc sản xuất tiếp tục trở lại vào tháng 4 năm 2014.
Vào tháng 10 năm 2014, Universal tiết lộ rằng bộ phim sẽ được phát hành chính thức với tên Furious 7, và trailer đầu tiên sẽ được ra mắt trong một sự kiện dành cho người hâm mộ trên mạng xã hội. Vào những ngày trước khi sự kiện diễn ra, những đoạn video hậu trường dài bảy giây lần lượt được phát hành, lấy tên "7 Seconds of 7". Ngày 1 tháng 2 năm 2015, một đoạn trailer mới được trình chiếu tại chương trình Super Bowl XLIX.
Bộ phim ban đầu được lên lịch phát hành vào ngày 10 tháng 4 năm 2015, tuy nhiên sau đó ngày chiếu bộ phim lại được đẩy lùi lên trước đó một tuần vào ngày 3 tháng 4 năm 2015. Thông báo chính thức về việc thay đổi ngày phát hành được công bố vào tháng 7 năm 2014. Fast & Furious 7 ra mắt tại Liên hoan phim SXSW lúc 12:07 sáng tại Paramount Theatre ở Austin, Texas vào ngày 16 tháng 3 năm 2015. Bộ phim được công chiếu ở Trung Quốc vào ngày 12 tháng 4 năm 2015. Ngày 27 tháng 3 năm 2015, một phiên bản mở rộng riêng của video trò chơi Forza Horizon 2, lấy tựa là Forza Horizon 2 Presents Fast & Furious, được phát hành nhằm mục đích quảng bá cho bộ phim.

### Việt Nam

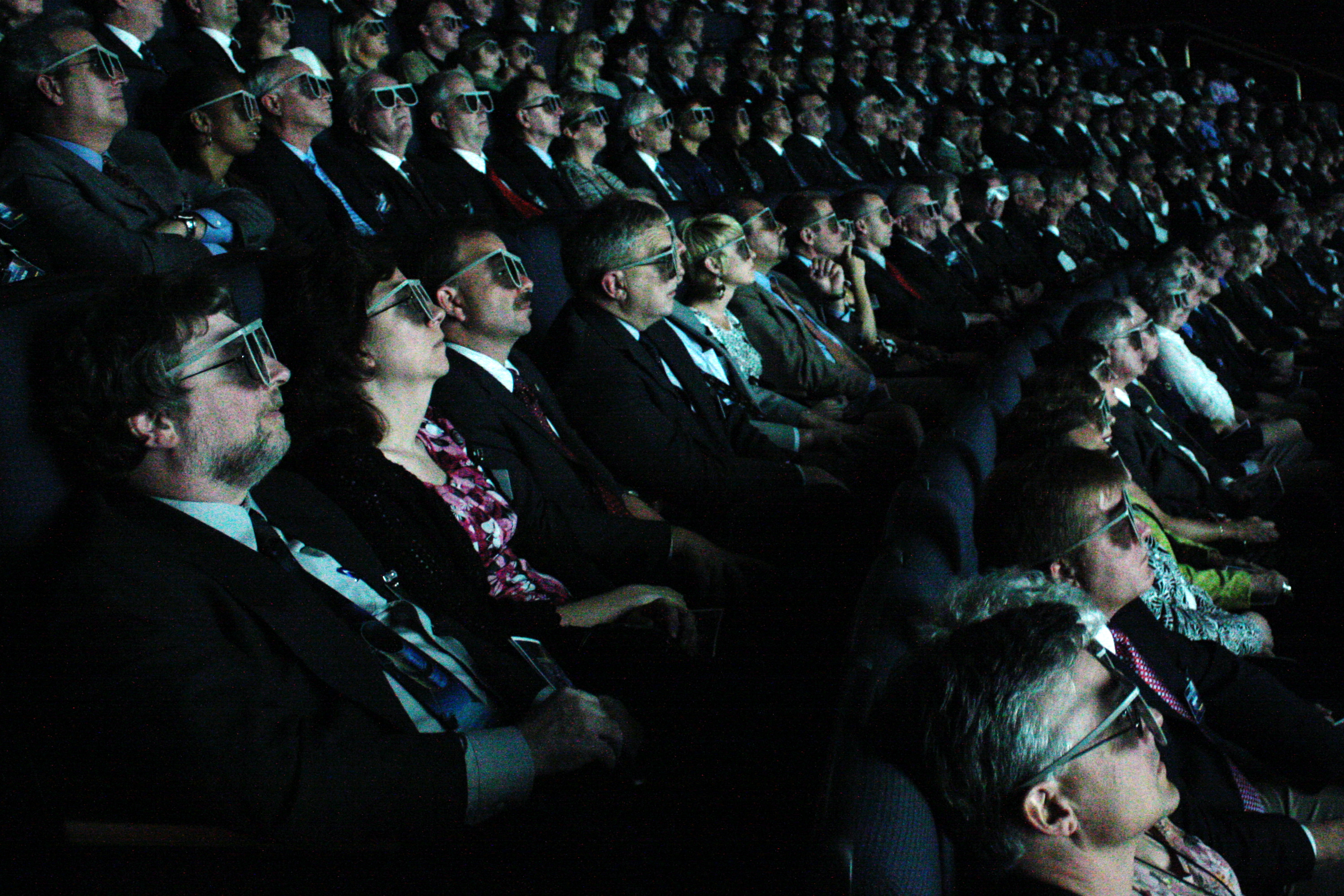
Fast & Furious 7 là phim đầu tiên được trình chiếu dưới định dạng IMAX tại Việt Nam.

Fast & Furious 7 được chọn trình chiếu chính thức tại Việt Nam vào ngày 3 tháng 4 năm 2015, cùng thời điểm với khu vực Bắc Mỹ. Trước đó, vào ngày 1 và 2 tháng 4, một vài suất phim được mở sớm hơn cho những người hâm mộ "cuồng nhiệt nhất". Ngoài 3 phiên bản 2D, 3D và 4DX trong ngày phát hành, Fast & Furious 7 là phim đầu tiên tại Việt Nam được trình chiếu ở định dạng IMAX 3D, với các suất phim từ ngày 19 tháng 4 đến 23 tháng 4 tại cụm rạp CGV SC Vivo City ở Thành phố Hồ Chí Minh, nơi có màn chiếu IMAX đầu tiên tại Việt Nam dự kiến có chiều cao 11 mét và chiều ngang 20 mét. Phim nằm trong danh sách những bộ phim được trải nghiệm với định dạng này cùng Avengers: Đế chế Ultron, Thế giới khủng long và Kẻ hủy diệt: Thời đại Genisys, trước khi được chính thức ra mắt chính thức vào cuối tháng 4.

## Tiếp nhận

### Đánh giá chuyên môn
Tờ Los Angeles Times báo cáo các đánh giá cho Fast & Furious 7 "hầu hết là tích cực" bởi các nhà phê bình, khi khen ngợi những cảnh hành động của phim và phần tưởng nhớ sâu sắc của Paul Walker. Trang mạng tổng hợp đánh giá Rotten Tomatoes cho phim 82% đánh giá đồng thuận với số điểm trung bình đạt 6.7/10, dựa trên 194 bài nhận xét. Trang Metacritic cho phim số điểm 67/100, dựa trên 44 bài nhận xét, đồng nghĩa với mức đánh giá tích cực. Các cuộc khảo sát khán giả trên trang CinemaScore trong cuối tuần công chiếu Fast & Furious 7 cho điểm A trên mức thang từ A+ đến F.

### Doanh thu phòng vé
Fast & Furious 7 ghi dấu nhiều thành công lớn tại thị trường phòng vé Việt Nam. Phim thu về 52.31 tỷ đồng (tương đương 2.43 triệu đô-la Mỹ) trong 5 ngày đầu tiên ra rạp với 562 nghìn lượt khán giả, sau đó nhanh chóng thu hút đến 880 nghìn lượt khán giả và đạt mốc 76.3 tỷ đồng (tương đương 3.4 triệu đô-la Mỹ) vào cuối tuần đầu tiên; chỉ tính riêng trong 3 ngày cuối tuần, phim đạt 38.64 tỷ đồng và vượt mặt kỷ lục 22.23 tỷ đồng của Để Mai tính 2 (2014). Phim phá vỡ kỷ lục cho doanh thu cuối tuần cao nhất, phim có doanh thu ngày đầu tiên chiếu rạp cao nhất, phim có doanh thu tính theo từng ngày cao nhất và phim cán mốc 50 tỷ đồng (2 triệu đô-la Mỹ) nhanh nhất tại các phòng vé Việt Nam. Cũng trong tuần đầu tiên, phim chiếm phần lớn các suất tại gần như toàn bộ rạp chiếu, với ước tính mỗi suất được mở liên tục từ 15 đến 20 phút và vẫn cháy vé cho tới những suất chiếu cuối cùng sau 10 giờ tối.
Sau 12 ngày công chiếu, tức ngày 14 tháng 4 năm 2015, Fast & Furious 7 chạm mốc 109.780 tỷ đồng (khoảng 5.1 triệu đô-la Mỹ) cùng 1.25 triệu lượt khán giả tới rạp, vượt kỷ lục của Để Mai tính 2 để trở thành phim ăn khách nhất trong lịch sử chiếu bóng tại Việt Nam. Phim đồng thời phá kỷ lục vượt 100 tỷ đồng doanh thu (5 triệu đô-la Mỹ) nhanh nhất, với chỉ 12 ngày; trước đó, Để Mai tính 2 đạt tổng doanh thu 105 tỷ đồng vào cuối tháng 12 năm 2014, với 100 tỷ đồng trong số đó được thu về trong 30 ngày đầu tiên. Trước kỳ nghỉ lễ 30 tháng 4 và 1 tháng 5 năm 2015, phim đạt xấp xỉ 130 tỷ đồng (6 triệu đô-la Mỹ), với ít nhất 12 suất chiếu mỗi ngày tại các rạp chiếu lớn ở Hà Nội và Thành phố Hồ Chí Minh. Đúng theo dự kiến, phim khép lại tại các rạp chiếu Việt Nam với doanh thu xấp xỉ 7 triệu đô-la Mỹ.